# Lista de membros titulares da Academia Brasileira de Ciências empossados em 1989
Esta lista contém os nomes dos membros titulares da Academia Brasileira de Ciências empossados em 1989.
| Imagem | Nome                     | Datas de nascimento e falecimento | Local de nascimento | Área de especialização | Alma mater | Data de posse       | Conhecido por | Referências |
| ------ | ------------------------ | --------------------------------- | ------------------- | ---------------------- | ---------- | ------------------- | ------------- | ----------- |
|        | Gilberto Fernandes de Sá | 08 de junho de 1942               |                     | Ciências Químicas      | UFC        | 29 de abril de 1989 |               |             |